# Uncaria gambir
Uncaria gambir är en måreväxtart som först beskrevs av Alexander Hunter, och fick sitt nu gällande namn av William Roxburgh. Uncaria gambir ingår i släktet Uncaria och familjen måreväxter. Inga underarter finns listade i Catalogue of Life.